# Ikigai
Az Ikigai (生き甲斐, 'a létezés oka') egy japán fogalom, egy olyan dologra utal, amely az embernek célérzetet, okot ad az életre. Gyakran hasonlítják össze olyan fogalmakkal, mint a küldetés, álom, vízió és az élet értelme.

## Jelentés és etimológia
Az Oxford English Dictionary úgy határozza meg az ikigait mint "motiváló erőt; valamit vagy valakit, amely az embereknek értelmet vagy életcélt ad". Általánosabban utalhat valamire, ami örömet vagy beteljesülést hoz. 
A kifejezés két japán szóból áll: iki (生き, jelentése „élet; él”) és kai (甲斐, jelentése hatás; eredmény; gyümölcs; érdemesség; használat; haszon - szekvenciálisan gai -ként hangoztatva), azaz megérkezni az „élethez való okhoz”; az élet értelméhez; ahhoz a dologhoz, ami élni érdemessé teszi az életet; a "raison d'être" fogalomhoz hasonlatosan.

## Áttekintés
Az ikigai jelentheti, hogy van értelme az életnek, emellett, hogy jelen van a motiváció. Kumano Micsiko tanulmánya szerint a japánul leírt ikigai érzése általában a teljesség és a beteljesülés érzését jelenti, amely akkor jelenik meg, ha az emberek szenvedélyesek. Az ikigai érzését keltő tevékenységek nincsenek az egyénre erőltetve; spontánnak és önként vállaltnak tekintik őket, így személyesek, és az egyén belső énjétől függnek.
Inoue Kacuja pszichológus szerint az ikigai olyan fogalom, amely két aspektusból áll: "források vagy tárgyak, amelyek értéket vagy értelmet hoznak az életbe" és "egy érzés, miszerint az életnek értéke vagy értelme van a forrása vagy tárgya létezése miatt". Inoue társadalmi szempontból három irányba sorolja az ikigait: szociális ikigai, nem szociális ikigai és antiszociális ikigai. A szociális ikigai arra az ikigaira utal, amelyet a társadalom önkéntes tevékenységek és kör tevékenységek révén fogad el. Az aszociális ikigai olyan ikigai, amely nem kapcsolódik közvetlenül a társadalomhoz, például a hithez vagy az önfegyelemhez. Az antiszociális ikigai arra az ikigaira utal, amely az alapvető motiváció a sötét érzelmek átélésére, mint például a vágy, hogy gyűlöljön valakit vagy valamit, vagy továbbra is vágyjon a bosszúra.
Dan Buettner, a National Geographic újságírója szerint az ikigai lehet az egyik oka az okinawai emberek hosszú életének.  Buettner szerint az okinavaiak kevésbé vágynak nyugdíjba menni, mivel az emberek amíg egészségesek a kedvenc tevékenységüket végzik munkaként. "Moai", a barátságos baráti társaság fontos oka annak, hogy Okinawa lakói sokáig éljenek. 2016 -ban a koncepción alapuló könyv „Ikigai - A hosszú élet japán titka” címmel jelent meg a Bookline kiadótól Héctor García és Francesc Miralles tollából. 

## Korai népszerűsítés
Bár az ikigai fogalma régóta létezik a japán kultúrában, először a japán pszichiáter és akadémikus Kamija Mieko népszerűsítette 1966 -ban megjelent könyvében "On the Meaning of Life" (生きがいについて; Hepburn: ikigai ni tsuite)  .  A könyvet még nem fordították le.

## Lásd még
- Joie de vivre
- Logoterápia
- Jelentésalkotás
- Motivation § A motiváció típusai